# Nilgün Marmara
Nilgün Marmara (12 de febrero de 1958 – 13 de octubre de 1987) fue una poetisa turca.

## Vida y obra
Marmara nació en Estambul en 1958. Estudió en Kadıköy Maarif Koleji y Anadolu Lisesi. Se graduó en la Universidad de Boğaziçi, en literatura y lengua inglesa, con una tesis sobre la poesía de Sylvia Plath.
Marmara sufría depresiones y terminó suicidándose, tirándose del balcón de su casa; un sexto piso, el 13 de octubre de 1987.
Sus libros, publicados después de su muerte fueron: Daktiloya Çekilmiş Şiirler (Typewritten Poemas, 1988),  Metinler (Textos, 1990) y Kırmızı Kahverengi Defter (The Red-Brown Notebook, editado por Gülseli İnal, 1993).
Una selección de sus poemas aparece en From this bridge: contemporary Turkish women poets, traducidos por George Messo.